# Szlak Tysiąclecia

Szlak Tysiąclecia – zielony znakowany szlak turystyczny w województwie śląskim.

## Informacje ogólne
Szlak częściowo przebiega przez Wyżynę Krakowsko-Częstochowską.

## Przebieg szlaku
- Bytom
- Radzionków
- Piekary Śląskie
- Jezioro Świerklaniec
- Niezdara
- Sączów
- Myszkowice
- Łubianki
- Najdziszów
- Toporowice
- Przeczyce
- Zbiornik Przeczyce
- Siewierz
- Ciągowice
- Łazy
- Hutki-Kanki
- Żelazko
- Podzamcze
- Zawiercie